# Samuel D. Warren

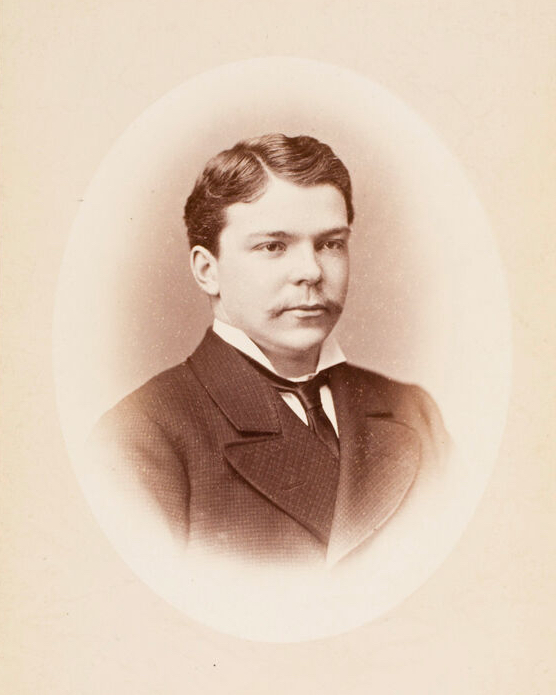
Samuel D. Warren ca. 1875

Samuel Dennis Warren (* 1852; † 20. Februar 1910 in Dedham, Massachusetts) war ein US-amerikanischer Jurist und Rechtsanwalt.
Warren studierte Rechtswissenschaften an der Harvard Law School und schloss 1877 als Zweitbester des Jahrgangs ab. Zusammen mit seinem Freund Louis Brandeis, dem Jahrgangsbesten von 1877, gründete er 1879 die Bostoner Kanzlei Nutter McClennen & Fish. 
1890 erschien ihr gemeinsamer Artikel The Right to Privacy in der Harvard Law Review, welcher den Begriff der Privatsphäre in den USA begründete und bis heute prägt.
Warren war verheiratet mit Mabel Bayard, der Tochter von Thomas F. Bayard, und hatte sechs Kinder.